# 기알첸 노르부

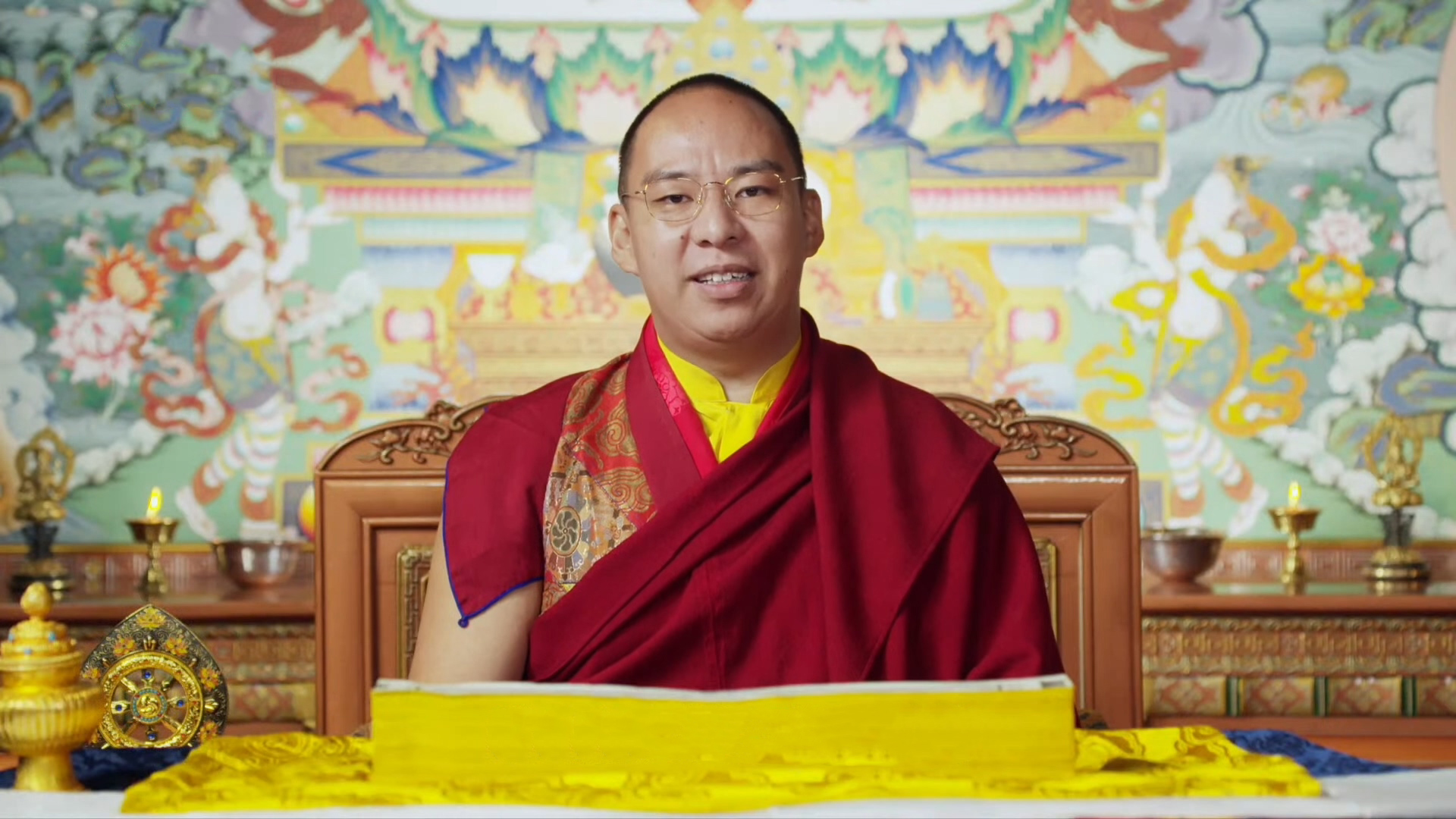

기알첸 노르부(堅贊諾布, 1990년 ~ )는 중화인민공화국에서 기존 판첸 라마 내정자였던 게둔 초에키 니마를 강제로 폐위시키고 옹립한 제11대 판첸 라마(재위: 1995년 12월 8일 ~ )이다. 다만 중국 정부에서 강제로 즉위시킨 사람이기 때문에, 대부분의 티베트인들에게는 인정을 받지 못하고 있다.